# Spey (rivière du Southland)
Pour les articles homonymes, voir Spey (homonymie).
La rivière Spey  (en anglais : Spey River) est un cours d’eau de la région du Southland situé dans l’Île du Sud de la Nouvelle-Zélande.

## Géographie
La rivière Spey prend naissance au niveau du col de Mckenzie et de Murrell's Pass, des deux côtés du Mont Horatio, à  1 380 m d’altitude. Elle s’écoule en direction du nord-est, se déversant dans le bras ouest du lac Manapouri adjacent à l’entrée de la 'Manapouri Power Station' (en) ,.
Sur toute sa longueur, elle coule dans le Parc national de Fiordland.
Le chemin de randonnée nommé “Dusky Track” suit la vallée de la rivière Spey sur la plus grande partie de la longueur de la vallée.